# Möckmühl
Möckmühl är en stad i Landkreis Heilbronn i regionen Heilbronn-Franken i Regierungsbezirk Stuttgart i förbundslandet Baden-Württemberg i Tyskland.
Staden ingår i kommunalförbundet Möckmühl tillsammans med staden Widdern och kommunerna Jagsthausen och Roigheim.